# Edificio Justus Lipsius
El edificio Justus Lipsius es un edificio ubicado en la ciudad belga de Bruselas, que ha sido la sede del Consejo de la Unión Europea desde 1995 hasta 2017. A diferencia del Parlamento Europeo, la visita está restringida. Sin embargo ahora las reuniones se transmiten por Internet y es posible visitarlo en la jornada anual de puertas abiertas. Recibe el nombre de un filólogo y humanista flamenco llamado Justo Lipsio (1547-1606).

## Ubicación
El edificio está situado en el barrio europeo, en Rue de la Loi/Wetstraat 175 junto a la rotonda Schuman y frente al edificio Berlaymont de la Comisión Europea. Al oeste se encuentra el edificio Europa que está siendo ampliado para su uso para reuniones del Consejo. Al sur del edificio se encuentra la Plaza Jean Rey y Parque Leopold. Las fachadas de las casas que bordean la plaza están siendo considerados para su renovación para mejorar su apariencia.
Al norte, el edificio se encuentra junto a la estación Schuman (metro y tren regional) y hay planes para una nueva estación de metro al sur, cerca de la plaza Jean Rey.

## Arquitectura
Como la mayoría de los edificios gubernamentales del barrio europeo, su arquitectura es muy moderna y funcional. Muchos arquitectos, ingenieros y empresas de varios Estados miembros de la Unión Europea participaron en esta operación a gran escala. El resultado fue el edificio «Justus Lipsius» del Consejo. Tiene una superficie total de 215.000 m² (con 24 km de pasillos), dividido en tres partes distintas pero interconectadas: el Centro de Conferencias, la Secretaría y la subestructura.

## Historia
En 1985, en respuesta a una iniciativa del Gobierno belga, el Consejo decidió que necesitaba un nuevo edificio, que se adaptara mejor a sus necesidades y asignó el encargo como contratista a la Regie der Gebouwen (nl)/Régie des Bâtiments belga. La primera piedra del nuevo edificio se puso en 1989 en un terreno donado por el Estado anfitrión, un sitio que anteriormente cruzaba la calle Juste Lipse/Justus Lipsiusstraat, que enlazaba la Rue de la Loi/Wetstraat con la rue Belliardstraat. La inauguración oficial tuvo lugar el 29 de mayo de 1995, bajo la Presidencia de la UE francesa.
El edificio recibe su nombre de Justo Lipsio (1547-1606), un filólogo y humanista flamenco, que daba nombre a la calle que fue suprimida para hacer espacio para el gran complejo. El Consejo anteriormente estaba ubicado en el edificio Charlemagne situado cruzando la calle.